# Renault Modus
Pour les articles homonymes, voir Modus.
 (avril 2012).
Si vous disposez d'ouvrages ou d'articles de référence ou si vous connaissez des sites web de qualité traitant du thème abordé ici, merci de compléter l'article en donnant les références utiles à sa vérifiabilité et en les liant à la section « Notes et références ».
Le Renault Modus est un minispace du constructeur automobile français Renault produit entre le 14 septembre 2004 et le 2 décembre 2012. De même longueur que la Clio II, il est construit sur la plateforme de la Clio III, sortie six mois plus tard.

## Historique
Le Modus est d'abord présenté sous la forme d'un show car à l'occasion du Salon de l'automobile de Genève 2004. Particulièrement proche du modèle de série, ce concept annonciateur s'en distingue par ses feux arrière "cristal" et son toit entièrement vitré.
Le véhicule de série est présenté quelques semaines plus tard, lors du Salon de l'automobile de Birmingham 2004. Son nom de code en interne est X77. Le lancement commercial intervient en septembre de cette même année.

### Phase 1 (2004 — 2007)
Ayant la même longueur que la Clio II, le Modus reste une citadine mais, du fait de sa hauteur et de la position de conduite, présente une meilleure habitabilité et une meilleure visibilité. Ces caractéristiques justifient son appellation de petit monospace (ou minispace). Renault indique à son lancement que « par son habitabilité et ses prestations, elle se positionne légèrement au-dessus de Clio ».
Sur certaines versions, la banquette arrière est entièrement modulable et peut être avancée ou reculée, les dossiers abaissés ou complètement repliés.

Modus Première collection
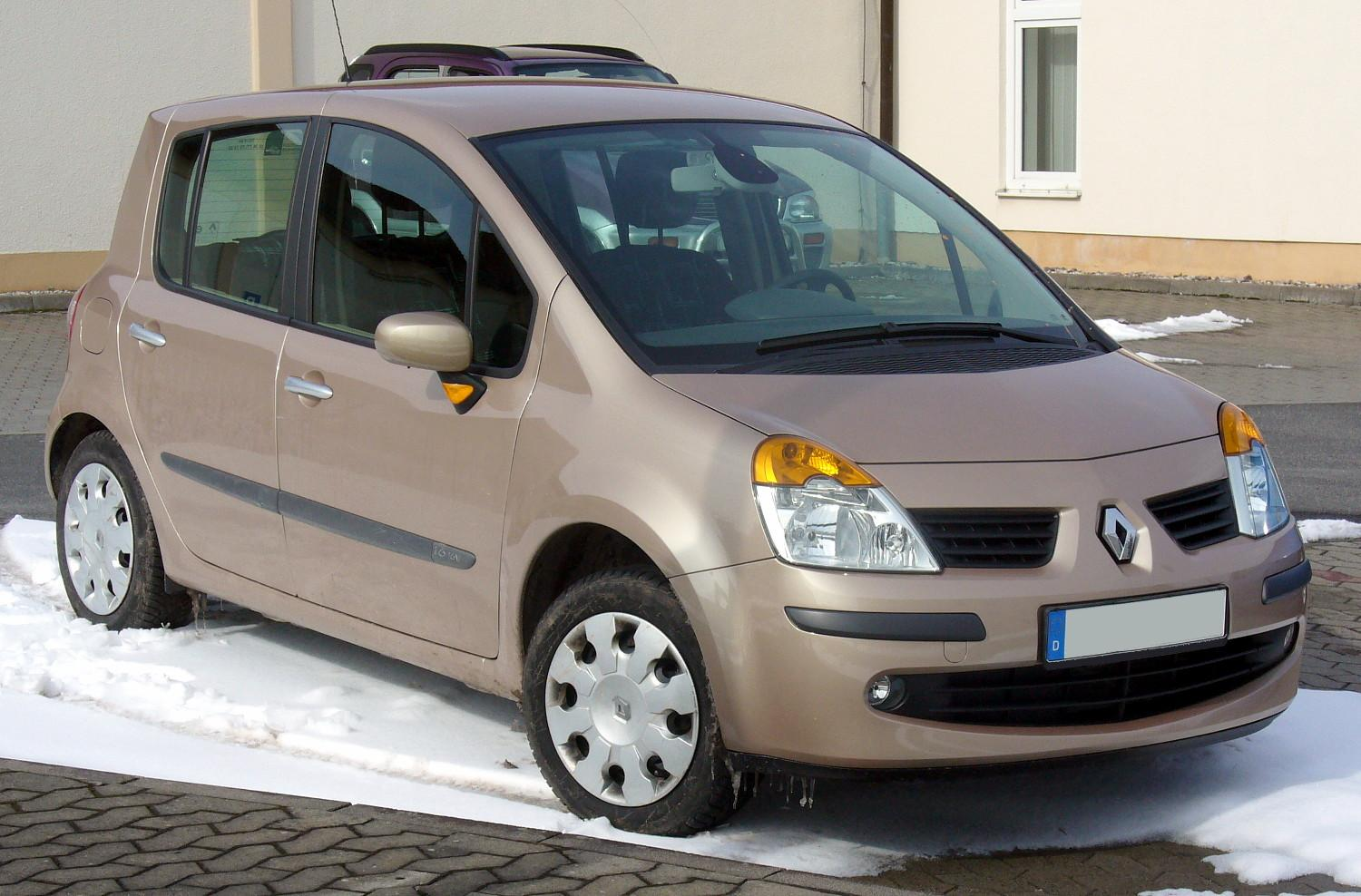
Avant
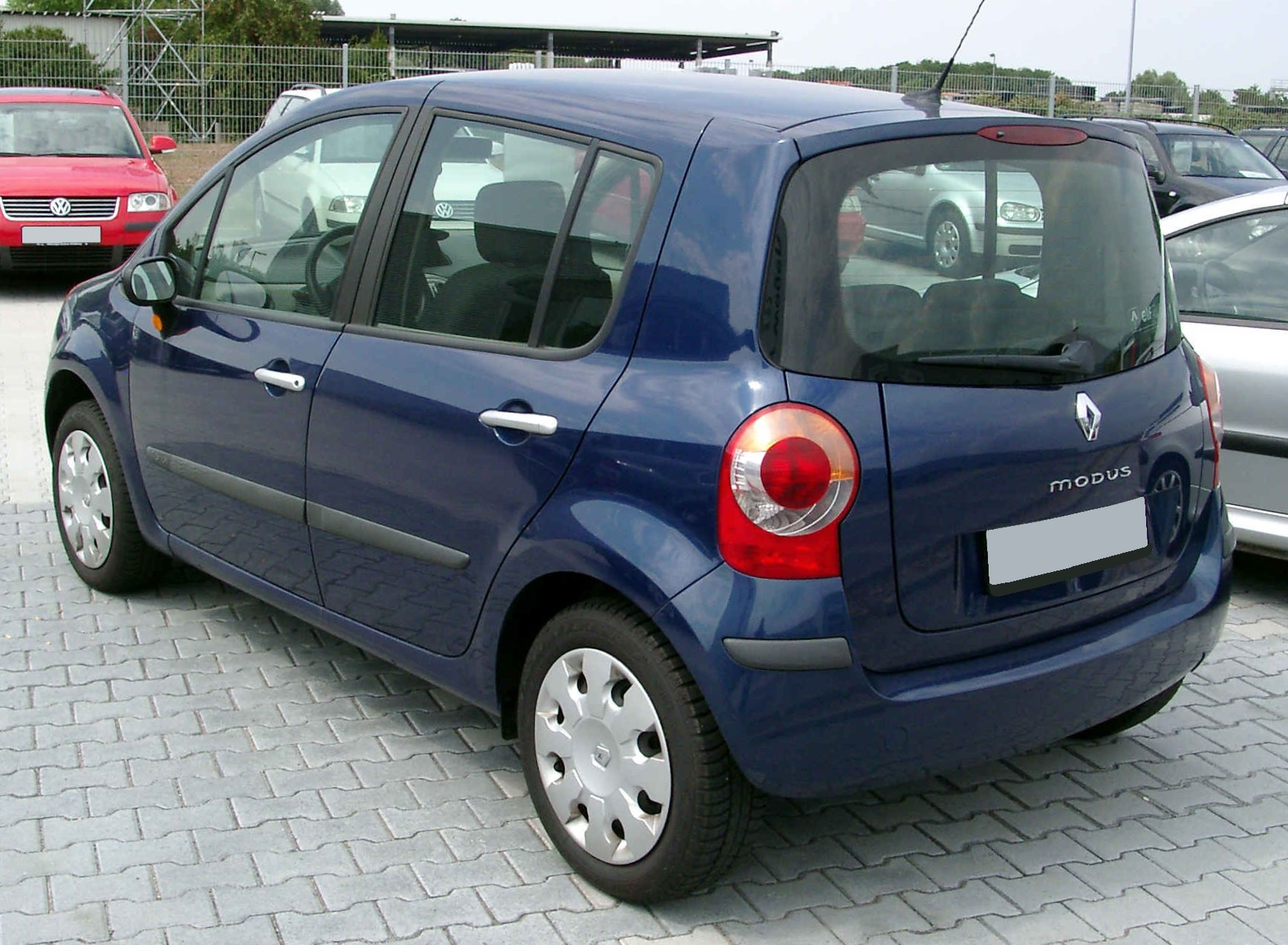
Arrière

### Phase 2 (2007 — 2008)
La seconde collection est apparue en 2007, juste avant la Phase II. Celle-ci a permis un léger lifting des feux avant et arrière. Les clignotants avants sont maintenant transparents, au lieu d'être jaune opaque.

Modus seconde collection
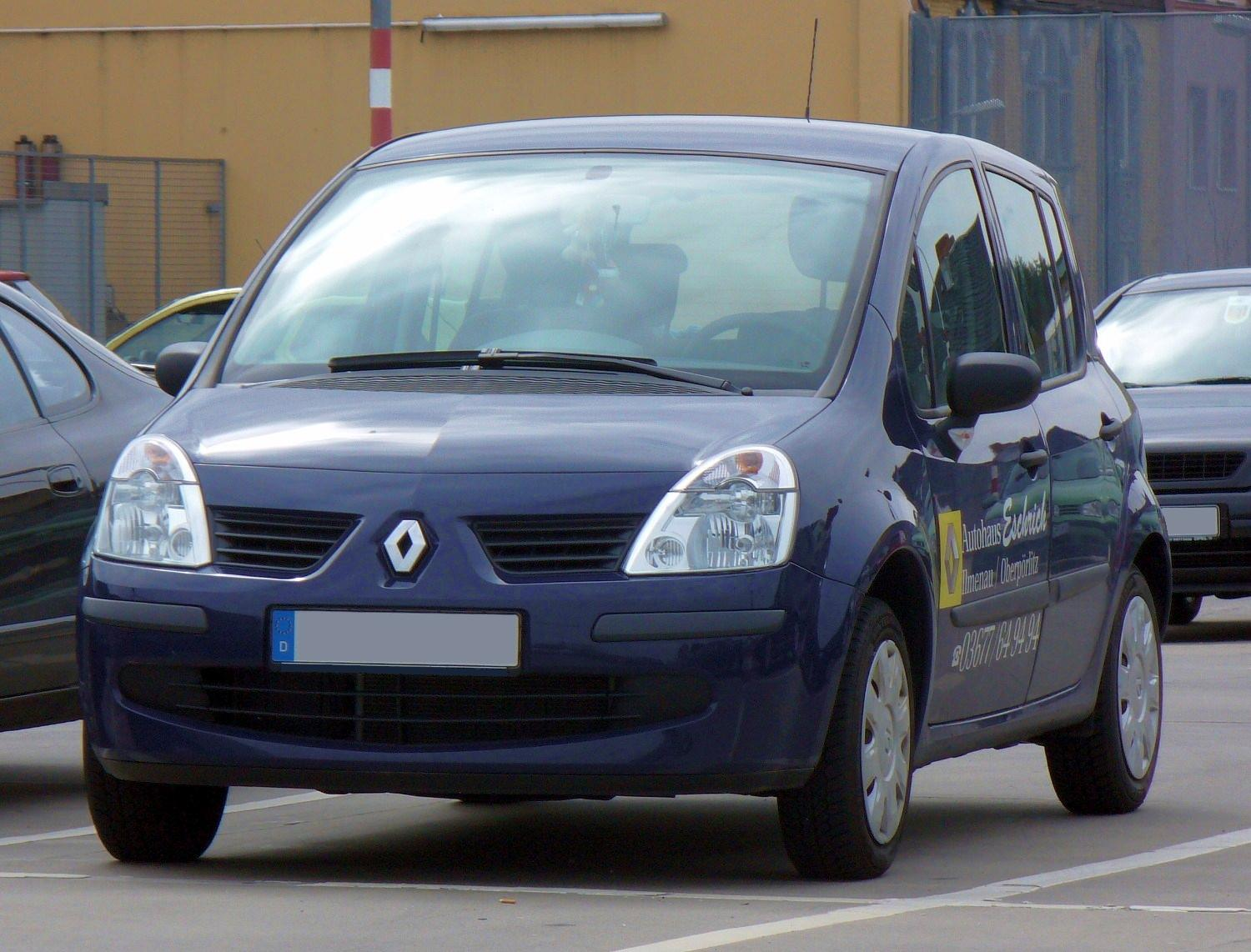
Avant
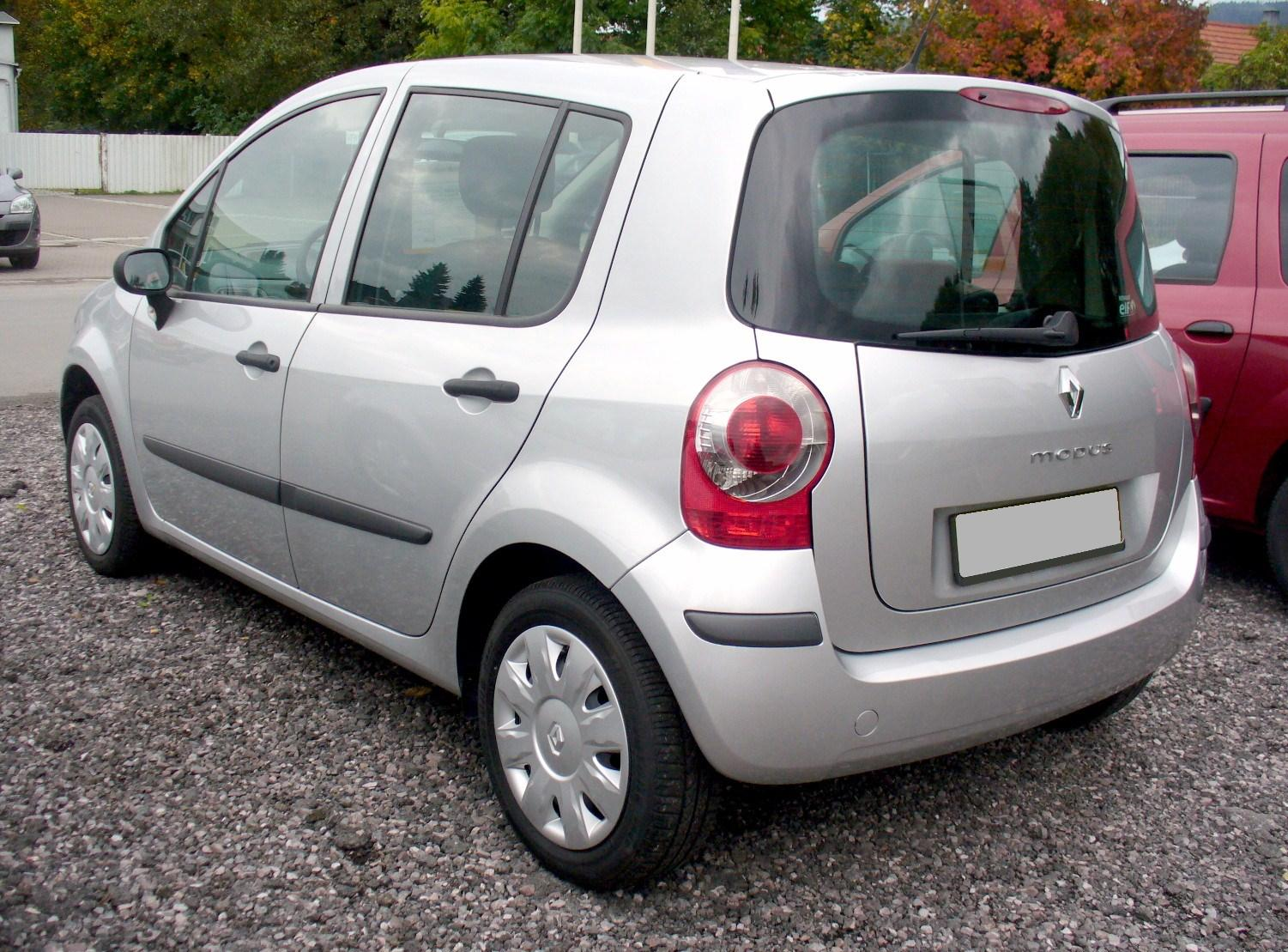
Arrière

### Phase 3 (2008 — 2012)
Le 18 janvier 2008, le Renault Modus est restylé, cela se voit surtout sur les faces avant et arrière. La face avant intègre une nouvelle calandre ainsi qu'un nouveau bouclier, donnant au Modus un style plus moderne. Les feux avant et les prises d'air sont redessinés, les prises d'air sont dessinées en continuité par rapport aux feux avant. Le hayon est également redessiné et les feux arrière deviennent ovales, ce qui donne un style plus jeune. Lors du restylage, les rétroviseurs deviennent plus gros. Le Modus a grandi de 8cm par rapport à la phase 1.

Modus phase 2
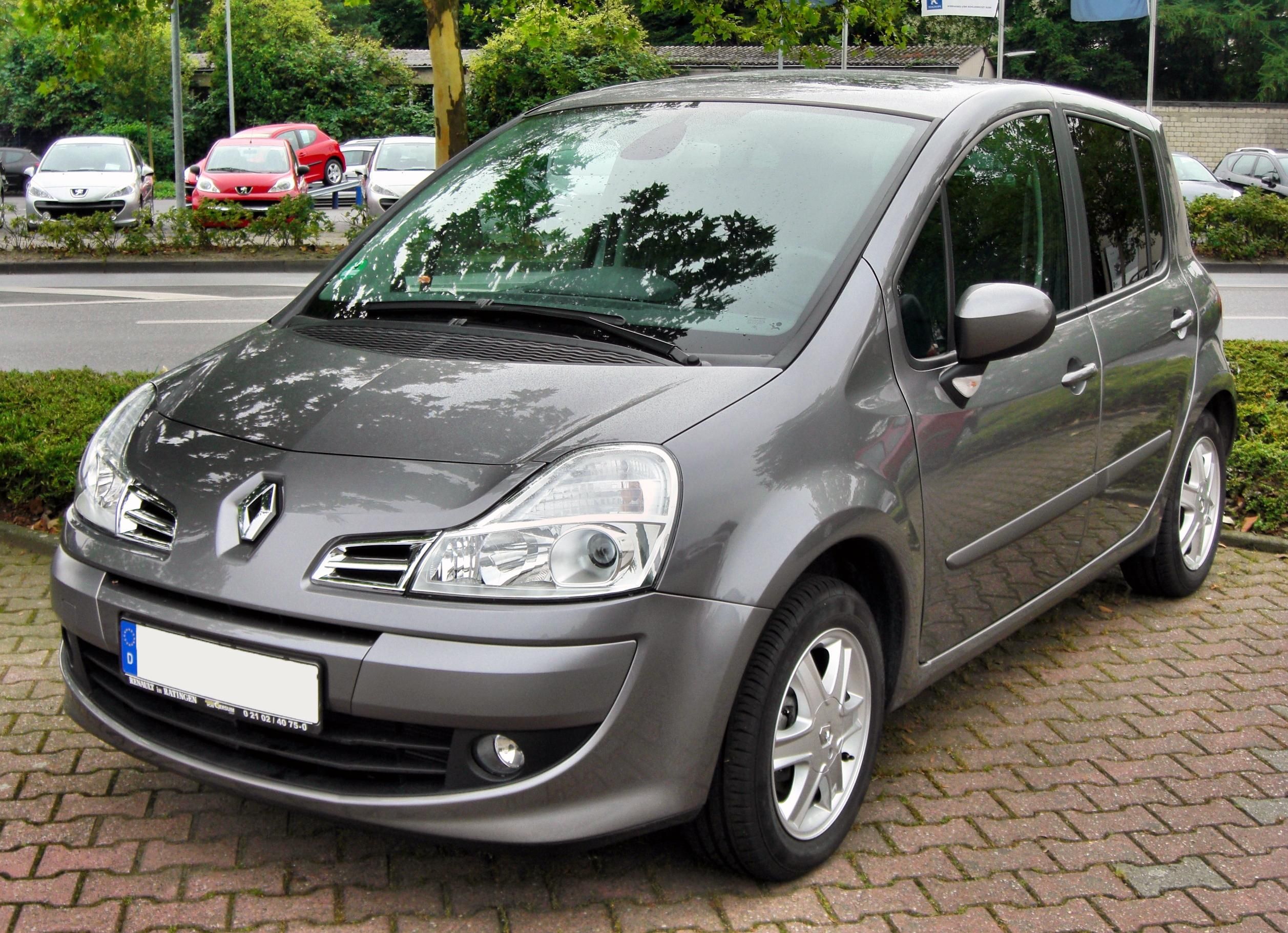
Avant
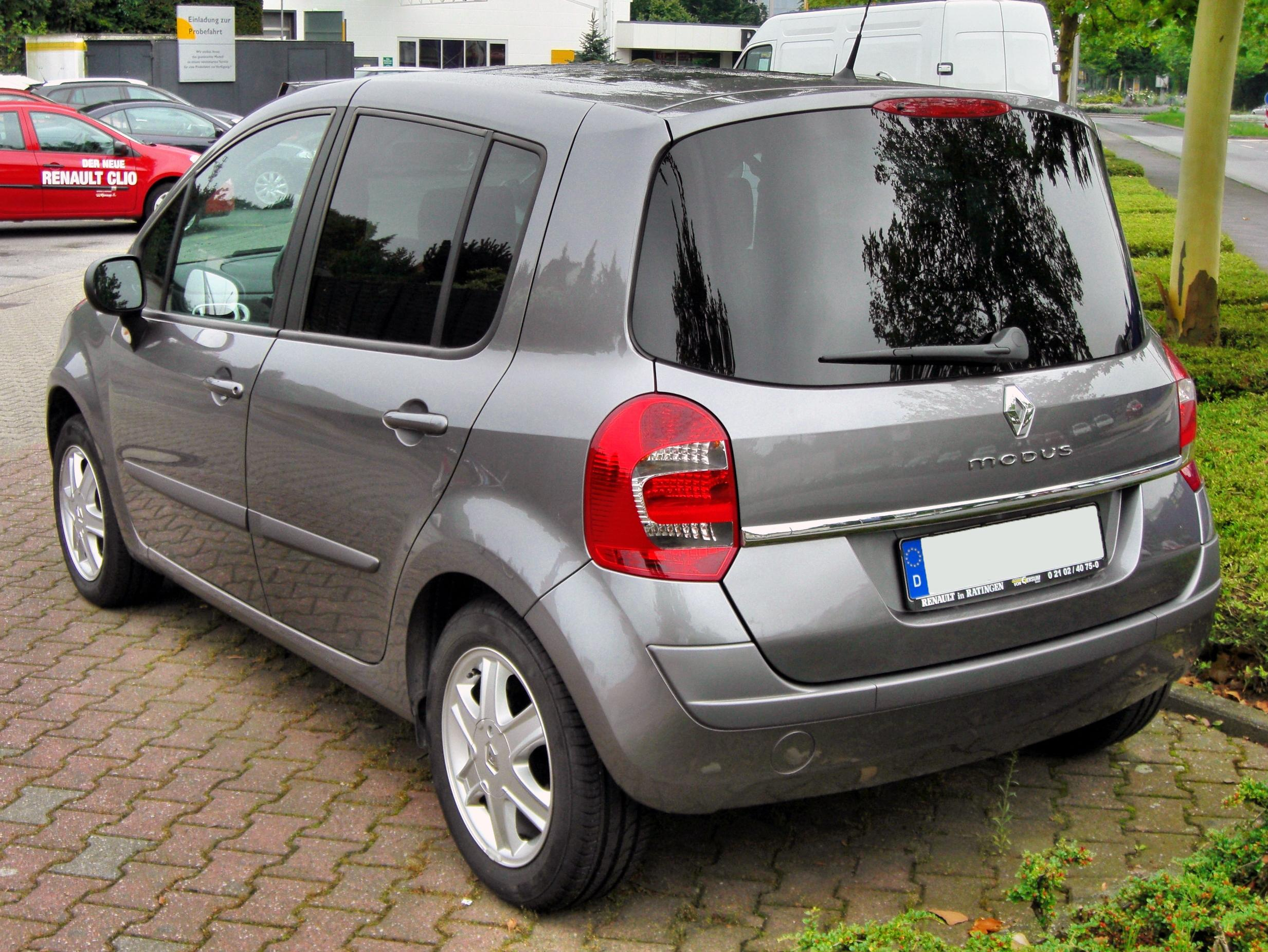
Arrière

### Grand Modus (2008 — 2012)
En complément de la version normale, une version avec un empattement allongé, qui reprend l'empattement de la Clio III, a été également proposée. Il se distingue avec une vitre arrière supplémentaire.
Cette version allongée offre une habitabilité supérieure et un volume de coffre plus grand. Le Grand Modus dépasse maintenant les 4 mètres de long. Le "Grand Modus" représente la majorité des ventes du modèle. Le Modus n'est pas remplacé par un modèle similaire, de type monospace, mais par le Renault Captur, véhicule de type crossover basé sur le châssis de la Clio 4.

Grand Modus
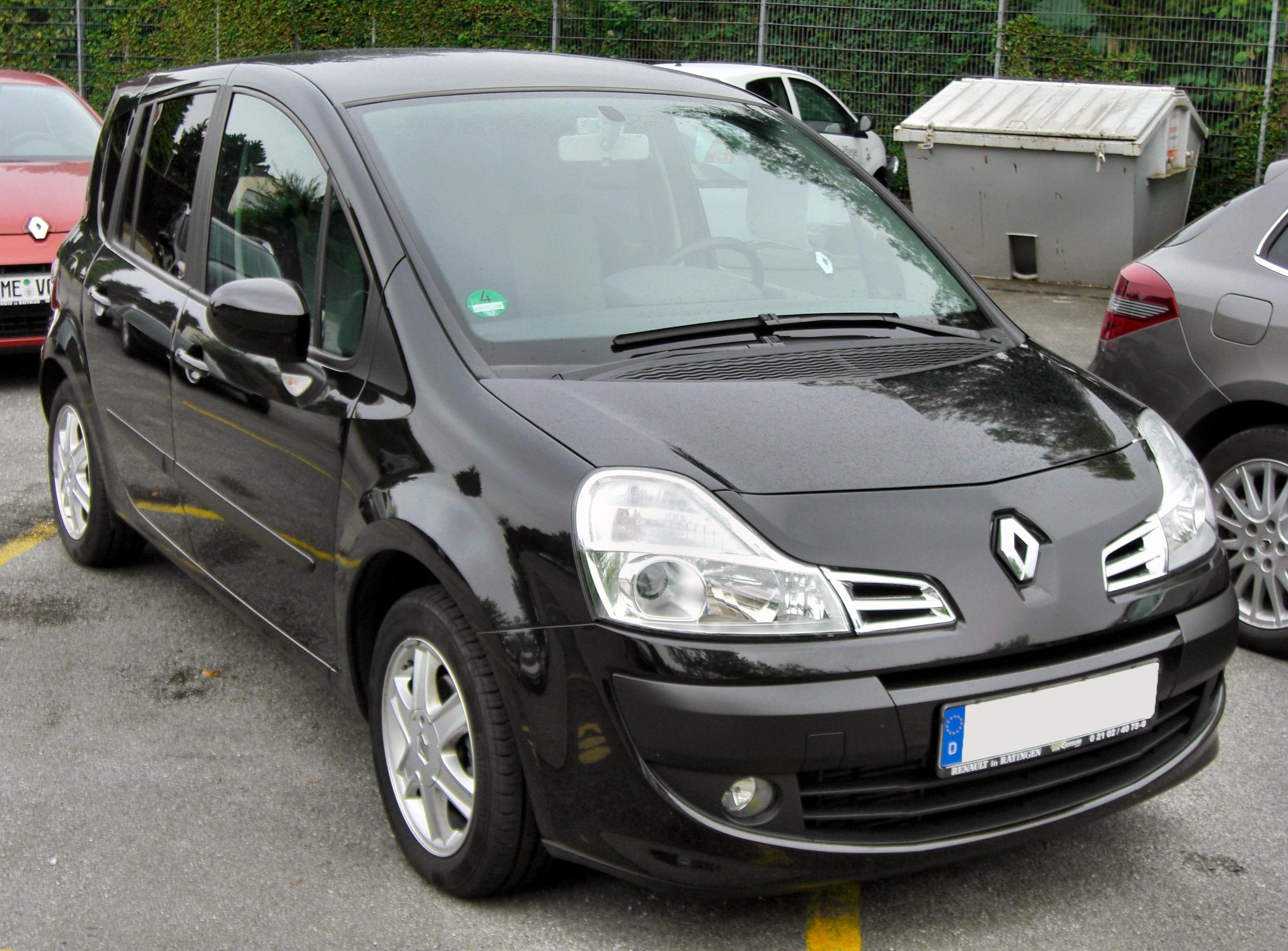
Avant
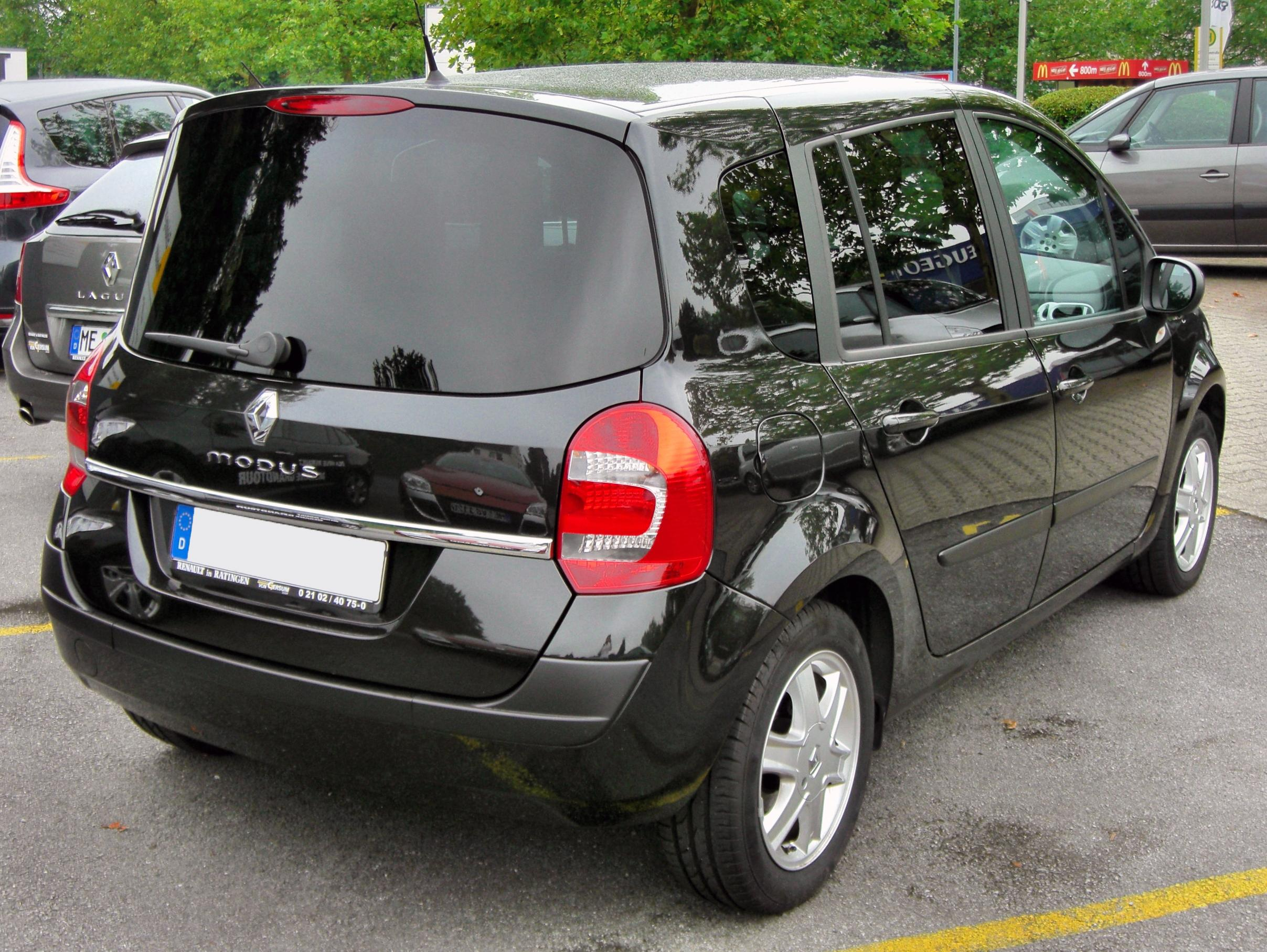
Arrière

## Motorisations
| Moteur             | Cylindrée | Puissance      | Couple max | Vitesse max (km/h) | 0 à 100 km/h | Consommation mixte | Émissions de CO2 | Disponibilité |
| ------------------ | --------- | -------------- | ---------- | ------------------ | ------------ | ------------------ | ---------------- | ------------- |
| Essence            |           |                |            |                    |              |                    |                  |               |
| 1,2 16v            | 1 149 cm3 | 75 ch (55 kW)  | 107 N m    | 163 km/h           | 13,5 s       | 5,9 l/100 km       | 138 g/km         | 2004 – 2013   |
| 1,2 16v Quickshift | 1 149 cm3 | 80 ch (58 kW)  | 107 N m    | 167 km/h           | 15 s         | 5,6 l/100 km       | 134 g/km         | 2005 – 2010   |
| 1,2 TCE            | 1 149 cm3 | 100 ch (74 kW) | 152 N m    | 182 km/h           | 11,2 s       | 6 l/100 km         | 139 g/km         | 2007 – 2013   |
| 1,4 16v            | 1 390 cm3 | 98 ch (72 kW)  | 127 N m    | 177 km/h           | 11,4 s       | 6,7 l/100 km       | 167 g/km         | 2004 – 2008   |
| 1,6 16v            | 1 598 cm3 | 110 ch (82 kW) | 151 N m    | 184 km/h           | 12,3 s       | 7,7 l/100 km       | 179 g/km         | 2004 – 2013   |
| Diesel             |           |                |            |                    |              |                    |                  |               |
| 1,5 dCi            | 1 461 cm3 | 68 ch (50 kW)  | 180 N m    | 157 km/h           | 15,3 s       | 4,1 l/100 km       | 104 g/km         | 2008 – 2012   |
| 1,5 dCi            | 1 461 cm3 | 75 ch (55 kW)  | 180 N m    | 158 km/h           | 15,3 s       | 4,1 l/100 km       | 104 g/km         | 2004 – 2013   |
| 1,5 dCi            | 1 461 cm3 | 90 ch (65 kW)  | 200 N m    | 171 km/h           | 13 s         | 4,1 l/100 km       | 107 g/km         | 2004 – 2013   |

## Production
Lors du lancement en 2004, Renault espérait vendre 300 000 Modus/an, mais il faudrait cumuler les ventes de 2004 à 2006 pour atteindre ce total,. 
Louis Schweitzer déclare, dès 2004, que Renault a surestimé le marché alors naissant des minispaces. Les journaux spécialisés mentionnent aussi la finition, moins bonne que celle de la Clio III, ainsi que des tarifs relativement élevés, imposés par les tests de sécurité et un positionnement de lancement assez haut de gamme,. Le format du Modus était également un handicap : il était bien plus compact que ses concurrents, à commencer par l'Opel Meriva -alors leader de la catégorie- qui est plus long d'une vingtaine de centimètres.
Déjà décevants à son lancement malgré un important soutien publicitaire, les ventes du Modus se sont très rapidement écroulées : en 2006, le nombre d'exemplaires immatriculés a été divisé par 2 par rapport à l'année précédente (qui était sa première année pleine).
Lors du restylage, Renault est parvenu à endiguer la chute des ventes du Modus grâce à l'amélioration de l'habitabilité du véhicule ainsi qu'à l'arrivée du Grand Modus. Malgré un léger rebond, les performances commerciales des Modus sont restées bien en dessous des estimations initiales de Renault.
Voici les ventes annuelles du Modus sur le marché européen, qui a absorbé l'immense majorité de la production :
| Année | Immatriculations en Europe, |
| ----- | --------------------------- |
| 2004  | 60 698                      |
| 2005  | 165 277                     |
| 2006  | 78 153                      |
| 2007  | 59 888                      |
| 2008  | 76 884                      |
| 2009  | 71 276                      |
| 2010  | 50 408                      |
| 2011  | 48 389                      |
| 2012  | 30 317                      |
| 2013  | 5 153                       |
| 2014  | 10                          |